# Gempol (Karangjati)
Gempol is een bestuurslaag in het regentschap Ngawi van de provincie Oost-Java, Indonesië. Gempol telt 2216 inwoners (volkstelling 2010).